# Aftermath (álbum de Hillsong United)
Aftermath (estilizado como 'aftər,maθ) es el la decimocuarta producción de Hillsong United y el segundo en ser grabado en estudio. La producción del álbum comenzó en marzo del 2010 en Studios 301 en Sydney, Australia. El álbum era formalmente conocido como This Means Love. Fue anunciado el 10 de noviembre de 2010, que coincidiendo con el lanzamiento del álbum Aftermath en febrero, United haría un tour por USA & Canada en febrero y marzo del 2011.

## Antecedentes
Originalmente, el álbum de UNITED, Across the earth se indicó como proyecto de dos partes, con un álbum de estudio en septiembre de 2010, pero esos planes fueron desechados. Se reveló en marzo de 2010, que UNITED estaba trabajando en la primera parte de su último álbum. El 25 de mayo de 2010, se confirmó que la segunda fase del álbum fue terminada después de tres semanas en el estudio. Durante una emisión de Hillsong Backstage, en Hillsong Conference 2010, se descubrió que la fecha del álbum objetivo sería febrero de 2011. Hubo una sesión de fotos con duración de 3 días en más de 10 lugares diferentes de la portada del álbum y la colección de fotos en su página web. El álbum se filtró el 15 de enero de 2011, exactamente un mes antes de la fecha del álbum de lanzamiento prevista cuando sin querer se hizo disponible en iTunes EE. UU.

## Lista de canciones
| Lista de canciones |                                   |                                        |                   |          |  |
| N.º                | Título                            | Escritor(es)                           | Líder de alabanza | Duración |  |
| 1.                 | «Take heart»                      | Joel Houston                           | Joel Houston      | 7:37     |  |
| 2.                 | «Go»                              | Matt Crocker                           | Matt Crocker      | 3:37     |  |
| 3.                 | «Like an avalanche»               | Dylan Thomas, Houston                  | Jill McCloghry    | 4:24     |  |
| 4.                 | «Rhythms of grace»                | Chris Davenport, Dean Ussher           | David Ware        | 5:44     |  |
| 5.                 | «Aftermath»                       | Houston                                | Marty Sampson     | 5:00     |  |
| 6.                 | «B.E.» (Interludio)               |                                        |                   | 2:54     |  |
| 7.                 | «Bones»                           | Jill McCloghry, Houston                | McCloghry         | 6:16     |  |
| 8.                 | «Father»                          | Houston                                | Houston           | 6:51     |  |
| 9.                 | «Nova»                            | Houston, Crocker, Michael Guy Chislett | Crocker           | 5:45     |  |
| 10.                | «Light will shine»                | Crocker, Marty Sampson                 | Jonathon Douglass | 3:36     |  |
| 11.                | «Search my heart»                 | Houston, Crocker                       | Crocker           | 6:05     |  |
| 12.                | «Awakening»                       | Reuben Morgan, Chris Tomlin            | Jad Gillies       | 7:11     |  |
| 13.                | «Search my heart» (Versión radio) | Houston, Crocker                       | Gillies           | 3:55     |  |
| 68:55              |                                   |                                        |                   |          |  |

## Premios y nominaciones
GMA Dove Awards
- 2012: El álbum fue nominado en la categoría: Álbum de alabanza y adoración del año.[15]

## Posición en listas
| Lista                               | Máxima posición |
| ----------------------------------- | --------------- |
| ARIA Top 50 Albums Chart            | 4               |
| New Zealand Albums Chart            | 12              |
| Billboard 200                       | 17              |
| Billboard Christian & Gospel Albums | 1               |
| Billboard Christian Albums          | 1               |
| Billboard Digital Albums            | 5               |
| Billboard Current Albums            | 17              |

## Personal
- Pastores: Brian y Bobbie Houston
- Pastor de la banda: Joel Houston
- Líderes: Matt Crocker, Jonathon Douglass, Jad Gillies, Jill McCloghry, Marty Sampson, David Ware.
- Otros vocalistas: Annie Garratt, Brooke Fraser, Jim Monk, Chantel Norman, Jilcasey Row, James Rudder, Dylan Thomas, Michael Guy Chislett, Hayley Law.
- Teclado: Peter James, Ben Tennikoff, Michael Guy Chislett.
- Bajo: Adam Crosariol, Matt Tennikoff
- Guitarra eléctrica: Timon Klein, Dylan Thomas, Joel Hingston, Michael Guy Chislett (Ex músico de UNITED)
- Batería: Simon Kobler